# ATR 72

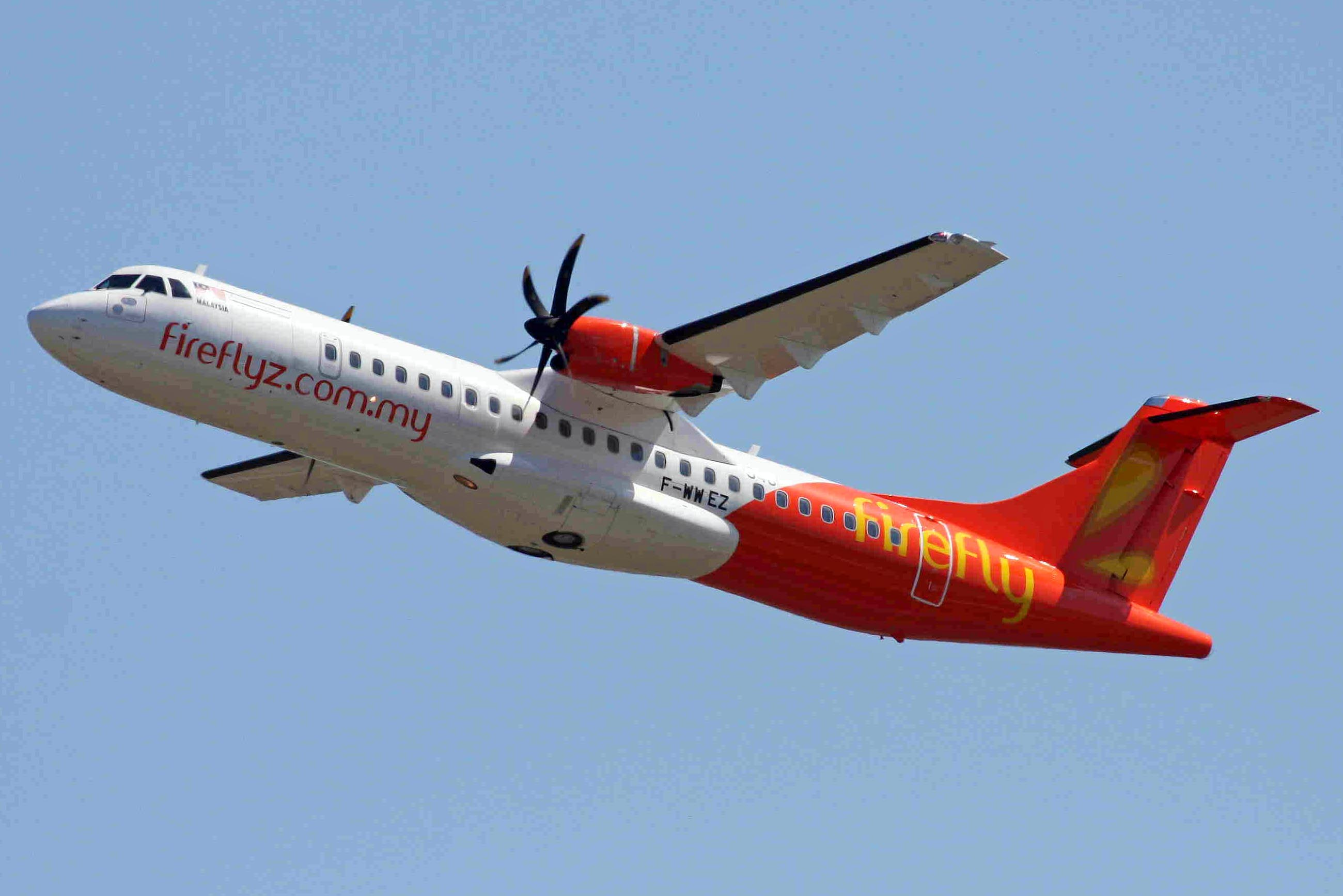
파이어 플라이의 ATR 72-200

ATR 72는 프랑스 · 이탈리아 합작의 항공기 제조회사인 ATR에서 제작한 단거리용 쌍발 터보프롭 항공기이다. 약 72인승의 이 항공기는 미국의 아메리칸 항공의 자회사인 아메리칸 이글 항공에서 미국 국내선에 주로 사용하고 있는 기종이다. 대한민국에서는 하이에어에서 도입해 운용 중이다.

## 역사
ATR 72는 ATR 42를 기반으로 하여 좌석 수를 48개에서 78개로 늘인 기종이다. 이를 위하여 동체 길이와 날개 폭을 늘이고, 보다 고출력의 엔진을 사용하며, 연료 적재량을 10% 정도 증가시켰다. 1988년에 첫 비행을 하였으며, 1989년에 핀에어에서 최초로 서비스를 시작하였다.
최초 기종은 ATR 72-100 및 200 시리즈로서 PW124B 엔진을 장착하였으며, 1989년에 형식 승인을 획득했다.
ATR 72-210 시리즈는 200 시리즈에 PW127 엔진을 장착함으로써 출력을 더 높이고 (2,750 shp) 고온 및 고공 대기 조건에서의 성능을 높인 시리즈로서, 1992년에 형식 승인을 획득했다.
ATR 72-500은 1997년에 형식 승인을 받았으며, PW127F 혹은 PW127M 엔진을 사용하고 블레이드가 6개인 프로펠러를 사용한다. 최대 중량을 증가시키고 성능도 높였으며, 출력 조절을 자동화함으로써 조종사의 조종 부하를 줄였다.
가장 최근 모델인 ATR 72-600은 2007년에 공표되었다. 성능이 향상된 PW127M 엔진을 사용하였으며, 조종석 계기, 비행계기 시스템, 다기능 컴퓨터 등 항공 전자 부분에서 큰 개선이 이루어졌다. 2009년 7월에 시제기가 첫 비행을 하였으며, 2010년 하반기부터 점진적으로 도입될 것으로 예상되고 있다.
2007년 ATR은 72-600의 다음 기종으로서 좌석 수를 90석 규모로 늘린 기종을 도입하여 봄바디어의 봄바디어 대쉬 Q 400X 개발에 대응하겠다고 발표하였으나, 상세한 개발 계획은 밝히지 않았다.

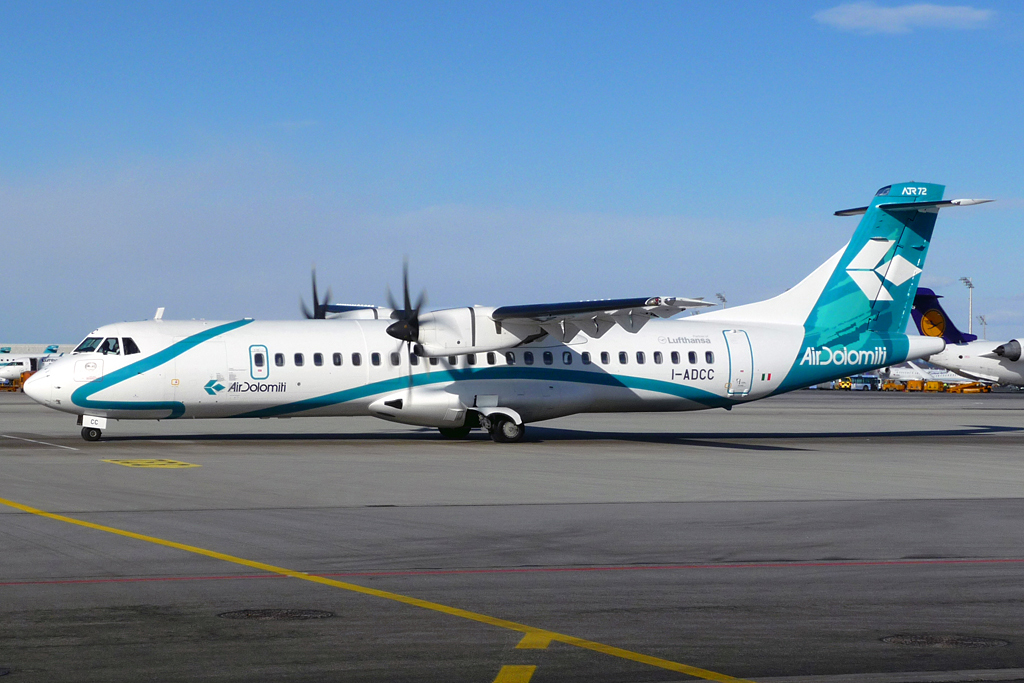
ATR 72-500, 에어 돌로미티

## 세부 모델
- ATR 72–100(-101, 102)
- ATR 72–200(-201, 202)
- ATR 72–210(-211, 212, 212A)
- ATR 72–500
- ATR 72–600

## 사건 및 사고
- 2008년 8월 6일, 튀니지 튜닌터 항공 1153편 ART-72 202기 제르바 섬으로 향하던중 정비불량으로 인한 연로부족으로 엔진이 멈추고 지중해에 비상착륙을 시도하다 16명 사망, 23명 생존

- 2014년 7월 23일, 대만 푸싱항공 222편 ATR-72기 악천후 속 대만 서해안의 펑후섬 마궁공항 인근에서 비상착륙을 시도하다 추락 48명 사망

- 2015년 2월 4일, 대만 푸싱항공 235편 ATR-72기 이륙후 고가도로와 충돌 후 추락, 43명이 사망

- 2018년 2월 18일, 이란 아세만 항공 3704편 소속 ATR-72기 추락, 전원사망
- 라오 항공 301편 추락 사고

## 같이 보기
- ATR 42
- 드 해빌랜드 캐나다 대쉬 8
- 포커 50
- 일류신 Il-114